# أييوس فاسيليوس (كورينثيا)
أييوس فاسيليوس (Άγιος Βασίλειος) هي مدينة في كورينثيا في مقاطعة كينتريكي إلادا في اليونان.
يبلغ عدد سكانها حوالي 1307 نسمة.